# Sam Zimbalist
Sam Zimbalist (New York, 31 maart 1904 – Rome, 4 november 1958) was een Amerikaans filmproducent.

## Levensloop en carrière
Zimbalist begon op 16-jarige leeftijd als filmeditor in de Metro Studios. Toen deze studio samenging met Goldwyn Pictures en Louis B. Mayer Pictures tot MGM bleef hij bij de studio. Hij produceerde in de jaren '50 King Solomon's Mines en Quo Vadis, die beiden werden genomineerd voor een Academy Award. Ook Mogambo uit 1953 was een kassucces.
Zimbalist overleed tijdens de opnames van Ben-Hur. Postuum ontving hij de Oscar voor Beste Film in 1959.